# Distretto di Ashoro
Il distretto di Ashoro (足寄郡?) è uno dei distretti della Sottoprefettura di Tokachi, Hokkaidō, in Giappone.
Attualmente comprende i comuni di Ashoro e Rikubetsu..